# Tracey Cherelle Jones
Tracey Cherelle Jones (* 23. Januar 1970) ist eine US-amerikanische Schauspielerin. Ihren ersten Fernsehauftritt hatte sie in der Serie Noch Fragen Arnold? in der Episode It's My Party and I'll Cry If I Want To im Jahre 1985 als Mona.

## Filmografie
- 1985: Noch Fragen Arnold? (Diff’rent Strokes, Fernsehserie, Episode 8x10 Im Partyrausch)
- 1993: Harlem Hip Hop (Where I Live, Fernsehserie, 2 Episoden)
- 1994: Getting By (Fernsehserie, Episode 2x18)
- 1995: Alle unter einem Dach (Family Matters, Fernsehserie, Episode 6x15 Waffen weg!)
- 1996: Hip Hop Hood – Im Viertel ist die Hölle los (Don’t Be a Menace to South Central While Drinking Your Juice in the Hood)
- 1996: Gestohlene Herzen (Two If by Sea)
- 1997: Sparks & Sparks (Sparks, Fernsehserie, Episode 1x20)
- 1997: Mit vollem Einsatz (On the Line, Fernsehfilm)
- 1997–1998: Good News (Fernsehserie, 22 Episoden)
- 1998: The Players Club
- 1998: Alles rein persönlich (Getting Personal, Fernsehserie, Episode 2x01)
- 1998: The Wayans Bros. (Fernsehserie, Episode 5x04)
- 1999: Der Hotelboy (The Jamie Foxx Show, Fernsehserie, Episode 3x15 Der letzte Wille)
- 2000: Endlich erwachsen?! (Grown Ups, Fernsehserie, Episode 1x19)
- 2001: John Singletons Baby Boy (Baby Boy)
- 2001: 100 Kilos
- 2001: Men, Women and Dogs (Men, Women & Dogs, Fernsehserie, 5 Episoden)
- 2002: Lügen haben kurze Beine (Big Fat Liar)
- 2003: Haus über Kopf (Bringing Down the House)
- 2003: Love Chronicles
- 2005: All Of Us (Fernsehserie, 2 Episoden)
- 2007: Playas Ball
- 2010: Something Like a Business
- 2016: Hustle vs. Heartache
- 2017: Grown Folks (Fernsehserie, 13 Episoden)
- 2020: Sketchy (Fernsehserie, 2 Episoden)

## Quelle
- Tracey Cherelle Jones bei IMDb
- Tracey Cherelle Jones in der Deutschen Synchronkartei

| Personendaten    | Personendaten                   |
| ---------------- | ------------------------------- |
| NAME             | Jones, Tracey Cherelle          |
| KURZBESCHREIBUNG | US-amerikanische Schauspielerin |
| GEBURTSDATUM     | 23. Januar 1970                 |